# Best Friend (Hillsong United)
Best Friend è il secondo album live degli Hillsong United e contiene anch'esso canzoni di lode e adorazione.

## Tracce[2][3]
1. My Best Friend (Joel Houston & Marty Sampson) - 5:03
2. Stronger Than (Paul Ewing) - 3:32
3. Saving Grace (Michelle Fragar) - 7:09
4. Forever (Marty Sampson) - 5:34
5. God of All Creation (Mark Stevens & Paul Iannuzzelli) - 7:36
6. I Live for You (Raymond Badham) - 4:59
7. Jesus Generation (Reuben Morgan) - 5:05
8. I Will Sing (Rebecca Mesiti) - 4:33
9. Jesus Lover of My Soul (Steve McPherson, Daniel Grul & John Ezzy) - 9:54
10. The Reason I Live (Marty Sampson) - 4:24